# Gautier IV d'Enghien
Pour les articles homonymes, voir Gautier IV.
Gauthier IV d'Enghien, (aussi orthographié : Walter, Wauthier), né fin 1360, décédé le 18 juillet 1381 au siège de Gand chevalier était un seigneur d'Enghien.

## Biographie
Il était le fils de Siger II d'Enghien et de Jeanne de Condé, décédé sans alliance ni descendance légitime, ses titres passent à Louis d'Enghien, il aurait eu un enfant non légitimé, Boniface bâtard d'Enghien cité comme chevalier de l'Ordre de Saint-Antoine-en-Barbefosse (1436).

## Guerres de Flandre et du Hainaut
Il fut fait maréchal des Flandres par Louis II de Flandre dans une guerre contre les villes en rébellion, écrasa Grammont le 7 juillet 1381.
Il rejoignit les troupes flamandes devant le siège de Gand mais il fut tué lors d'une embuscade par les assiégés avec son demi frère Gérard, bâtard d'Enghien.

## Sources
- Fondation pour la généalogie médiévale (en anglais) ;
- Etienne Pattou .